# Католицька церква в Італії
Като́лицька це́рква в Іта́лії — найбільша християнська конфесія Італії. Складова всесвітньої Католицької церкви, яку очолює на Землі римський папа. Керується конференцією єпископів. Станом на 2004 рік у країні нараховувалося близько 57 665 000 католиків (99,61% від усього населення). Існувало 225 діоцезій, які об'єднували 25 694 церковних парафій.  Кількість  священиків — 50 148 (з них представники секулярного духовенства — 32 974, члени чернечих організацій — 17 174), постійних дияконів — 2850, монахів — 23 719, монахинь — 102 089.

## Статистика
Згідно з «Annuario Pontificio» і Catholic-Hierarchy.org:
| Рік  | Населення  | Населення  | Населення | Священики | Священики | Священики | Священики           | Диякони | Ченці    | Ченці   | Парафії |
| Рік  | католики   | загалом    | %         | загалом   | секулярні | ченці     | вірних на священика | Диякони | чоловіки | жінки   | Парафії |
| ---- | ---------- | ---------- | --------- | --------- | --------- | --------- | ------------------- | ------- | -------- | ------- | ------- |
| 2004 | 57 665 000 | 57 890 000 | 99,61%    | 50 148    | 32 974    | 17 174    |                     | 2850    | 23 719   | 102 089 | 25 694  |